# Voetgangersgebied

Voetgangerszone, Duits verkeersbord

Een voetgangersgebied of voetgangerszone is een gebied waarin in principe alleen voetgangers zich mogen bewegen en voorrang hebben op eventuele andere weggebruikers.

## Concept
In de Belgische wegcode is de officiële term "voetgangerszone", in veel Nederlandse gemeentelijke verordeningen heet het een "voetgangersgebied". Deze gebieden bestaan soms al van oudsher, terwijl zij in winkelgebieden in grotere stadscentra vaak pas geschapen zijn na 1965. Het oudste geschapen voetgangersgebied is waarschijnlijk de Strøget in Kopenhagen: op 17 november 1962 werd deze winkelstraat definitief verkeersvrij gemaakt. De opkomst van de auto en de toename van de bevolking maakte dit soort gebieden, vooral in centra van steden bij winkels, nodig. De Amsterdamse Leidsestraat bijvoorbeeld, werd in 1971 voetgangersgebied (met dien verstande dat er ook trams bleven rijden), en won daardoor aan aantrekkingskracht voor het winkelend publiek, hoewel hiervoor ook een zekere mate van makkelijke toegankelijkheid moest worden opgeofferd, evenals een hoeveelheid parkeerplaatsen. De meeste gemeenten gingen er echter toe over, parkeergarages te (laten) bouwen.

## Autovrij gebied
Verwante termen zijn autovrij gebied of autovrije zone. Er zijn culturele verschillen in welke benamingen in verschillende landen gebruikt worden: in heel wat landen wordt het woord voetgangersgebied of voetgangerszone (of een vertaling) gebruikt voor een autovrije zone waar je wel mag fietsen (eventueel stapvoets). In fietsland Nederland wordt het woord "voetgangersgebied" eerder gebruikt wordt voor een zone waar je niet mag fietsen.
Varianten van autovrije gebieden met een tijdsbeperking zijn de speelstraat (bijvoorbeeld tijdens bepaalde momenten in de vakanties) en de schoolstraat (tijdens het stappen en fietsen van en naar school).

## Uitzonderingen
In veel voetgangersgebieden is autoverkeer, fietsverkeer of bromfietsverkeer toch bij ontheffing mogelijk. Meestal in de volgende gevallen
- Ter bevoorrading van winkels
- Auto-, brommer- of fietsgebruik door invalide bewoners in een voetgangersgebied
- specifieke groepen die uitgezonderd zijn tbv doorstroming (bv fietsers, snorfietsers en/of bromfietsers of alleen fietsers en geen snorfietsers)

### Fietsers
Fietsers worden in sommige steden standaard toegelaten, zoals in Brussel en Gent in het overgrote deel van het 50 hectare groot voetgangersgebied. Daar zijn ook openbaar vervoer, taxi's... (met regels) toegelaten. In Gent was dit grote gebied tot 2017 officieel een voetgangerszone waar fietsen mocht (stapvoets en met voorrang voor voetgangers). Het grote circulatieplan van Gent (2017) veranderde heel wat aan de (auto)circulatie, maar tegelijk werden de verkeersborden "voetgangerszone" vervangen door verkeerborden "erf" plus verbodsborden voor gemotoriseerd verkeer. (met ontheffingen). Het wordt nog altijd "voetgangersgebied" genoemd, maar in de officiële communicatie "autovrije gebieden". In Gent zijn er daarnaast vijf "verkeersvrije straten" waar overdag fietsen en laden en lossen niet mag.

## Winkelcentra
In de meeste westelijke landen zijn voetgangersgebieden geschapen in de drukste winkelcentra. Een uitzondering vormt bijvoorbeeld Oxford Street in Londen, dat nog steeds tweerichtingsverkeer kent; deze straat maakt officieel deel uit van de A40, al is dat ter plaatse niet aangegeven, maar is tevens de grootste winkelstraat ter wereld, met rond 400 winkels. De Rue de Rivoli in Parijs is eveneens geen voetgangersgebied, maar is sinds mei 2020 wel autovrij en voorbehouden aan fietsers, voetgangers en bussen. Brussel, Keulen en Berlijn hebben weer wel voetgangersgebieden pal in het centrum. De Kalverstraat in Amsterdam, geheel voetgangersgebied, heeft ongeveer 150 winkels en is eveneens sinds medio 1970 voetgangersgebied.